# Instituto de Tecnologia para o Desenvolvimento
O Lactec (razão social: Instituto de Tecnologia para o Desenvolvimento) é um centro de pesquisas privado, autossustentável e sem fins lucrativos, que atua a serviço do mercado e da sociedade oferecendo soluções a partir da ciência, da tecnologia e da inovação. Atua fortemente nos mercados de Energia, Meio Ambiente, Indústria, Infraestrutura e Saneamento em todo o ciclo de inovação; desde P&D, ensaios e análises até a execução de processos complexos. 
Foi certificado, no ano 2000, pelo Ministério da Justiça (Lei 9.790) como uma Organização da Sociedade Civil de Interesse Público (Oscip), que lhe permite a parceria com o setor público por meio da dispensa do processo licitatório. Além disso, oferece capacitação técnica com cursos de curta duração e um mestrado profissional em desenvolvimento de tecnologia.
Possui cinco unidades localizadas na cidade de Curitiba distribuídas em uma área construída de 34,5 mil m², onde são realizadas pesquisas, ensaios, análises e testes qualificados. Em 2019, é inaugurada a Unidade de Negócios em Salvador, que serve de suporte à atuação do Lactec nas regiões do Norte e Nordeste do país.
Há mais de 65 anos, suas soluções e serviços atendem às demandas atuais dos diversos setores produtivos da economia brasileira, como empresas, indústrias e concessionárias de energia.

## Histórico
A história do Lactec tem início em 1959, quando a Companhia Paranaense de Energia (Copel) e a Universidade Federal do Paraná (UFPR) firmam um convênio para a criação, no Centro Politécnico da UFPR, de um núcleo de estudos especializado em modelos reduzidos de usinas hidrelétricas, que passará a se chamar Centro de Hidráulica e Hidrologia Professor Parigot de Souza (Cehpar).
Em 1982, é criado o Laboratório Central de Pesquisa e Desenvolvimento (LAC), a partir de uma superintendência da Copel  cujo corpo técnico era formado por profissionais lotados em diversas áreas da empresa, e, em 1994, o Laboratório de Materiais e Estruturas (Lame). A fusão de todas essas unidades, no final dos anos 1990, e a criação do Laboratório de Mecânica e Emissões Veiculares, em 2000, deram origem ao Lactec, uma organização privada, sem fins lucrativos e autossustentável..
Entre as mais recentes conquistas da instituição estão a certificação como Instituição Técnica Avaliadora (ITA), em 2012, pelo Ministério das Cidades; e a aprovação frente a mais de 100 instituições brasileiras como uma das dez unidades da Empresa Brasileira de Pesquisa e Inovação Industrial (Embrapii), em 2014.

## Associados
Por ser uma Oscip, o Lactec conta com um Conselho Deliberativo e Fiscal, dos quais fazem parte as seguintes instituições:
- ACP - Associação Comercial do Paraná
- COPEL - Companhia Paranaense de Energia
- FIEP - Federação das Indústrias do Estado do Paraná
- IEP - Instituto de Engenharia do Paraná
- UFPR - Universidade Federal do Paraná